# Peter Madach
Peter Madach, född 26 februari 1963, är en svensk tidigare ishockeyspelare. Han var en av de yngsta spelarna i Elitseriens historia när han 14 januari 1980 debuterade för HV71 i en ålder av 16 år, 10 månader och 22 dagar. Efter  säsongen 1979–1980 utsågs han till "Årets junior" i svenska ishockey. Han ingick också i det svenska juniorlandslag som i början av januari 1981 blev juniorvärldsmästare i Västtyskland.
Några år senare blev han ett så kallat ettårsfall när han lämnade samma klubb för AIK. 
Han avslutade sin aktiva period i Storhamar Dragons i Norge, där han fortfarande bor. Tränade Gjövik under ett par säsonger i norska division 1.

## Meriter
- J18 EM-brons 1980, 1981
- J20 VM-guld 1981
- Norsk mästare 1995, 1996
- Årets junior i svensk ishockey 1980